# Wladimir Granoff
Pour les articles homonymes, voir Granoff.
 Wladimir Alexandre Granoff est un psychiatre et psychanalyste français, né le 7 septembre 1924 à Strasbourg et mort le 2 février 2000 à Neuilly-sur-Seine. Il était fondateur et curateur du musée Bugatti à Prescott (GB).

## Biographie
Wladimir Granoff est l'enfant unique d'une famille appartenant à l'intelligentsia russe d'Odessa, réfugiée en Alsace en 1919. Son père Alexandre est Privat Dozent à l'Institut Polytechnique de Saint-Pétersbourg, il fait partie de la première Douma en février 1917.  Wladimir Granoff entreprend des études de médecine à Lyon, puis les poursuit à Nîmes, où sa famille, d'origine juive, s'est réfugiée pendant la Seconde Guerre mondiale. C'est à Nîmes qu'il découvre la psychanalyse, en lisant Freud à la bibliothèque municipale. Le russe est sa langue maternelle. Il apprend dans son enfance l'allemand, l'anglais et le français en quatrième langue. Après la guerre, il poursuit ses études de médecine à Paris, et se spécialise en neuropsychiatrie. Il fait une analyse avec Marc Schlumberger, dans le cadre de la SPP, Société psychanalytique de Paris, fait un contrôle collectif avec Maurice Bouvet et un contrôle individuel avec Francis Pasche.Wladimir Granoff n'a jamais été l'analysé de Lacan, à la différence des analystes majeurs de "l'âge d'or" de la psychanalyse en France. Avant 30 ans, il est reconnu comme psychanalyste didacticien et membre de l'IPA à titre personnel.

## Rôle dans l'histoire du mouvement psychanalytique
En 1953, suivi par Serge Leclaire et François Perrier, Wladimir Granoff mène « la révolte des élèves de l'Institut psychanalytique ». Tandis que Lacan inaugure son Séminaire (1953-63), leur « troïka » anime à la SFP, Société Française de Psychanalyse, d'obédience lacanienne,  des séminaires de clinique psychanalytique. Wladimir Granoff s'efforce - en vain - d'obtenir la reconnaissance de la SFP par l'Association psychanalytique internationale. En 1964, alors qu'à son grand regret il « sent l'échec venir et l'impossibilité de faire admettre Lacan par l'API, et se sentant lui-même trahi par celui-ci, il contribua à la fondation de l'Association psychanalytique de France » qui demande son affiliation à l'IPA, l'Association psychanalytique internationale.
Cette deuxième scission en 1963, qui se déroula dans une atmosphère très tendue marqua une séparation définitive des deux hommes. Cependant Granoff ne reniera jamais sa dette immense à l'égard de Lacan. Il revint sur cette période dans son séminaire public Filiations : l'avenir du complexe d’Œdipe , en 1973-1974, publié en 1975.

## Introduction à l’œuvre de Sandor Ferenczi
Wladimir Granoff est un des introducteurs de Ferenczi en France, en particulier par sa conférence donnée en 1958, intitulée « Ferenczi : faux problème ou vrai malentendu », publiée in La psychanalyse n°6, PUF, 1961. Se reporter aussi à  "Lacan, Ferenczi, Freud" Gallimard 2001.

## Postérité
Le fonds Wladimir Granoff a été légué à la Bibliothèque Nationale de France en 2018.

## Publications
- Le désir d'analyse : textes clinique  (préf. Martine Bacherich), Paris, Flammarion, coll. « Champs », 3 septembre 2007, 296 p. (ISBN 978-2-08-120109-5).
- (en) Lacan, Ferenczi et Freud, Paris, Gallimard, coll. « Connaissance de l'inconscient - Tracés », 28 mars 2001, 332 p. (ISBN 978-2-07-076114-2).
- (en) Filiations : l'avenir du complexe d'Œdipe, Paris, Gallimard, coll. « Tel », 28 mars 2001, 551 p. (ISBN 978-2-07-076111-1).
- Le désir et le féminin, Paris, Flammarion, coll. « Champs », 8 avril 2002 (ISBN 978-2-08-080040-4).
- avec Jean-Michel Rey et Sigmund Freud, La transmission de pensée : traduction et lecture de "Psychanalyse et télépathie" de Sigmund Freud, Paris, Aubier, coll. « Psychanalyse », 13 octobre 2005, 302 p. (ISBN 978-2-7007-2441-7).
- La pensée et le féminin, Paris, Flammarion, coll. « Champs », 10 septembre 2004, 467 p. (ISBN 978-2-08-080107-4).